# TIsat-1
Der TIsat-1 (TI ist das Kürzel für den Kanton Tessin) ist ein Amateurfunksatellit, der von Studierenden der schweizerischen Fachhochschule SUPSI entwickelt wurde und betrieben wird.
Es handelt sich um einen Cubesat-Kleinsatelliten, mit dem die Weltraumtauglichkeit verschiedener Materialien und Bauteile überprüft wird: Hierbei sind sowohl elektrisch leitfähige Drähte, die aus verschiedenen Materialien bestehen und verschiedene Durchmesser besitzen, als auch Nylon-Fäden dem atomaren Sauerstoff der dünnen Hochatmosphäre ausgesetzt, der diese Materialien angreift. Weiterhin wird ein fehlertoleranter, miniaturisierter Bordcomputer mit drei Prozessoren erprobt.
TISat sendet auf einer Frequenz von 437,305 MHz (sowohl Funkbake als auch Telemetrie) in Morsetelegrafie unter dem Amateurfunkrufzeichen HB9DE.
Der Satellit wurde am 12. Juli 2010 vom Satish Dhawan Space Centre aus auf einer PSLV-Rakete als Sekundärnutzlast zum indischen Erdbeobachtungssatelliten Cartosat-2B gestartet. Die Funkstation HB9SRC des Amateurfunkclubs der SUPSI ist die Bodenstation von TIsat.

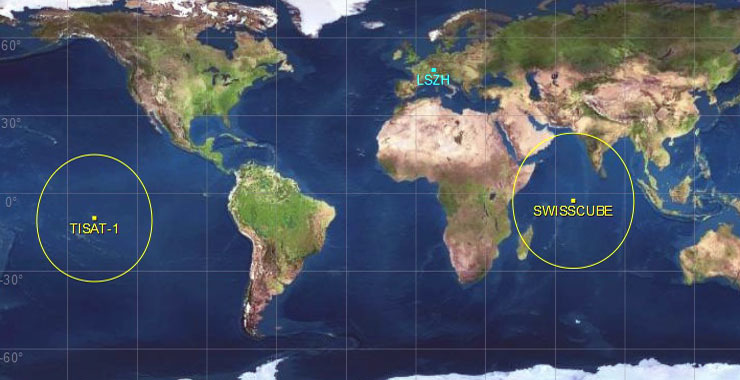
Beispiel für Sichtbarkeitsbereiche der Satelliten TIsat-1 und SwissCube